# جو جن مو
جو جين مو (هانغل: 주진모) مواليد 11 أغسطس 1974 في سول، هو ممثل كوري جنوبي بدأ مسيرته الفنية عام 1999. لعب دور البطولة في فيلم 200 باوند من الجمال.

## أعمال

### أفلام
- نهاية سعيدة (1999)
- 200 باوند من الجمال

## وصلات خارجية
- جو جن مو على موقع IMDb (الإنجليزية)
- جو جن مو على موقع قاعدة بيانات الفيلم (الإنجليزية)